# Миладинович, Игор (футболист)
И́гор Милади́нович (серб. Игор Миладиновић; род. 8 июня 2003, Крушевац) — сербский футболист, атакующий полузащитник клуба «Рубин».

## Клубная карьера
Миладинович — воспитанник клуба «Чукарички». 15 мая 2022 года в матче против «Войводины» он дебютировал в сербской Суперлиге. 12 августа 2023 года в поединке против «Явора» Игор забил свой первый гол за «Чукарички». Летом 2024 года Миладинович перешёл во французский «Сент-Этьен». Сумма трансфера составила 3 млн евро. 22 декабря 2024 года в поединке Кубка Франции против марселького «Олимпика» Игор дебютировал за основной состав. 4 января 2025 года в матче против «Реймса» он дебютировал в Лиге 1.

## Международная карьера
В 2022 году Миладинович в составе юношеской сборной Сербии принял участие в юношеском чемпионате Европы в Словакии. На турнире он сыграл в матчах против команд Израиля, Англии и Австрии.